# Оклопна кола модел 29 Медвед
Оклопна кола модел 29 Медвед (пољ. Samochód pancerny wz. 29 Ursus) пољско је оклопно возило из Другог светског рата.

## Историја
Оклопна кола била су главно оружје пољске армије почетком 20-тих година (Пољско-совјетски рат), али до краја деценије залихе оклопних возила биле су истрошене. Набављено је више стотина Ситроенових Б-10 камиона-гусеничара, и њих 90 је прерађено у борна кола, модел 28, коришћена на маневрима 1928, који су показали кратак век гумених гусеница. Због тога је одлучено да се борна кола прераде у четвороточкаше, и тако су настала Оклопна кола модел 34. Тешка оклопна кола модел 29, као додатак лаким, изграђена су на шасији камиона Урсус (4x2) од 2 тоне.

## Карактеристике
Мала осмоугаона купола носила је кратки топ (СА18) калибра 37 mm и 2 митраљеза калибра 7,92 mm, од којих је један био намењен за ПВО што је до 1939. напуштено. Због њихове тежине и немогућности кретања ван пута, произведено је само 10 комада.

### У борби
Током немачке инвазије Пољске (1939), 12. септембра 1939. 8 Оклопних кола модел 29 сукобило се са немачким оклопним јединицама у близини Модлина. Већина је уништена у очајничкој борби, по цену 2 изгубљена немачка тенка. Последња 2 возила уништиле су њихове посаде како би избегла заробљавање.